# بزمجه گردن‌زبر
 بزمجه گردن‌زبر(نام علمی: Varanus rudicollis) نام یک گونه از سرده بزمجه است.